# Sakai, Fukui

Sakai (坂井市 Sakai-shi?) este un municipiu din Japonia, prefectura Fukui.